# 邁爾斯·甘迺迪
邁爾斯·甘迺迪（英語：Myles Kennedy，1969年11月27日—），原名邁爾斯·理查·甘迺迪（Myles Richard Kennedy），出生名邁爾斯·理查·巴斯（英語：Myles Richard Bass），是一名美國的音樂家、歌手、作曲家，並且以搖滾樂團幻化結構的主唱、節奏吉他手的身分最為知名；他同時也與槍與玫瑰的吉他手Slash合作，以主唱的身分在名為「Myles Kennedy and the Conspirators」的組合中進行演出、創作。邁爾斯·甘迺迪最初在華盛頓州的斯波坎擔任吉他講師，在那時也兼任錄音樂師、表演樂師，在這段生涯中，曾與許多位創作者在錄音室工作以及現場演出過。
甘迺迪在波士頓出生，在斯波坎及北愛達荷長大，並於斯波坎佛斯社區大學就讀樂理。他在1990年代開始了他的音樂生涯，擔任爵士樂團Cosmic Dust的主奏吉他手，發行了一張錄音室專輯。他的第二個樂團Citizen Swing在1996年解散之前也製作了兩張專輯，之後與該團的Craig Johnson另組了搖滾樂團The Mayfield Four，他自己擔任主唱及吉他手，在2002年解散之前發行了兩張專輯。在推辭了絲絨左輪（Velvet Revolver）試音邀請後，2003年底，他受到幻化結構的吉他手馬克·特雷蒙蒂（Mark Tremonti）邀請加入樂團，並於翌年（2004年）正式加入至今，目前共發行了五張錄音室專輯。
甘迺迪與Slash的合作始於Slash在2010年推出的同名專輯（Slash），在專輯中錄唱了兩首歌曲，並在隨後的巡迴擔任樂圖的主唱。至今這個組合已經一起合作推出了兩張錄音室專輯。
邁爾斯·甘迺迪的個人專輯《虎年》於2018年3月推出。